# Битва при Каннах
Битва при Каннах — крупнейшее сражение Второй Пунической войны, произошедшее 2 августа 216 года до н. э. около города Канны в области Апулии на юго-востоке Италии.
Карфагенская армия полководца Ганнибала нанесла сокрушительное поражение превосходящей её по численности римской армии под командованием консулов Луция Эмилия Павла и Гая Теренция Варрона. Приблизительно 60-70 тысяч римлян были убиты (включая консула Павла, проконсула Гемина и восемьдесят римских сенаторов) или захвачены в плен в двух лагерях римской армии. После битвы при Каннах в 216 году до н. э. несколько других итальянских городов-государств откололись от Римской республики. Аналогично Пирру, а позднее Спартаку, Ганнибал не смог воспользоваться преимуществом победителя, но и сегодня блистательная победа карфагенян при Каннах является одним из наиболее ярких примеров тактического мастерства в военной истории. Более того, для известного немецкого военного теоретика, автора Плана Шлиффена, Альфреда фон Шлиффена битва при Каннах была величайшим достижением военного искусства.

## Предыстория

Поход Ганнибала в Италию

Вскоре после начала второй пунической войны карфагенский полководец Ганнибал вторгся в Италию благодаря переходу через Альпы в течение лета и ранней осени. Он одержал победы над римлянами в сражениях у Требии и Тразименском озере. После этих поражений Фабий Максим был назначен диктатором центуриатными комициями, а не консулами (один из которых был убит в Тразименской битве, а второй — отрезан от города). Он начал войну на истощение, уничтожая снабжение и избегая генеральных сражений. Эти военные действия были непопулярны среди римлян, отошедших от шока из-за побед Ганнибала и недоумевавших, почему Фабиева тактика дала Карфагену шанс на перегруппировку войск.
Ганнибал был намерен лишить Римскую республику имевшихся союзников в Италии среди местных племён, общин и городов под лозунгами освобождения от римского господства, а также возвратить землю. После победы при Требии иноземному полководцу удалось заручиться поддержкой племён Цизальпийской Галлии (кроме ценоманов и венетов).
Когда срок диктаторских полномочий Фабия подошёл к концу, Сенат решил их не продлевать. Взамен командование было передано консулам Гнею Сервилию Гемину и Марку Аттилию Регулу. В 216 году до н. э., после окончания выборов, под их руководство для борьбы с Ганнибалом была передана свежая армия невероятного размера. Полибий писал:
Решено было вести войну восемью легионами, чего раньше никогда не было у римлян; при этом в каждом легионе числилось без союзников до пяти тысяч человек. ...Для большей части войн употребляются один консул и два легиона, а также вышеупомянутое число союзников: лишь в редких случаях римляне пользуются единовременно для одной войны всеми военными силами. В описываемое нами время римляне находились в такой тревоге и в таком страхе за будущее, что решили употребить на войну единовременно не четыре только, но восемь легионов.
Полибий, Всеобщая история
В восемь легионов входило 40 тысяч римских солдат и 2,4 тысяч всадников, составлявших основу новой армии. Каждый легион сопровождался сопоставимым числом союзных отрядов, и, исходя из размера союзной кавалерии в 4 тысячи человек, размер всех сил не мог превышать 90 тысяч человек. Однако некоторые историки отмечают невозможность уничтожения армии такой величины, по их оценкам римское войско состояло из 48 тысяч пехоты и 6 тысяч кавалерии против 35 тысяч и 10 тысяч у карфагенян. Ливий цитировал один источник, по которому Рим прибавил к своей стандартной армии 10 тысяч солдат:22.36. Несмотря на разные подсчёты, все источники сходятся в численном превосходстве противников Ганнибала. Обычно каждый из двух консулов командовал собственной частью армии, но из-за объединения им пришлось следовать обычаю, передавая командование друг другу каждый новый день.

## Кампания 216 года до н. э.

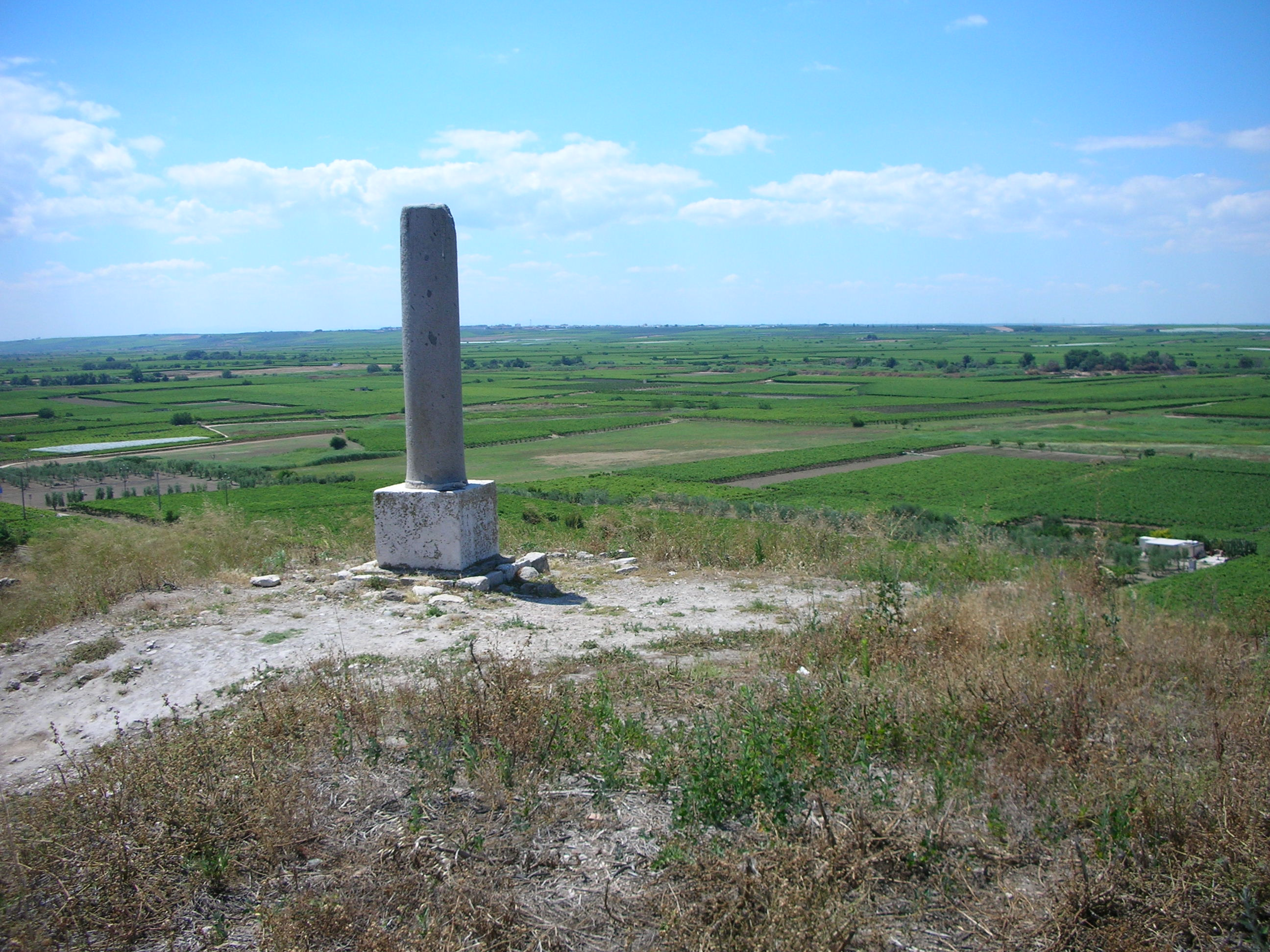
Современный памятный монумент рядом с местом битвы.

Весной 216 года до н. э. Ганнибал выдвинулся из северной Апулии и захватил город Канны на реке Ауфид, являвшийся крупным продовольственным складом. Оба консула по инструкциям Сената выдвинулись к находившимся в Апулии четырём легионам, после двухдневного марша войско противника было найдено на берегу Ауфида. Римляне разместили лагерь в 10 км от его местоположения.
Взгляды консулов на дальнейшие действия расходились: Эмилий Павел предлагал передвинуться на юг к холмам (что лишало Ганнибала преимущества в коннице), а Варрон не желал действовать методами Фабия, намереваясь начать сражение. При приближении к городу римские войска попали в засаду небольшого отряда карфагенян, который был ими разбит. Эта победа повысила боевой дух войска и Варрона, сам Павел разместил 2/3 войска в лагере к востоку от реки, оставшуюся часть отправив для укрепления других позиций. Целью второго лагеря было прикрытие фуражиров основного лагеря и атаки на фуражиров вражеских.
Армии оставались на своих позициях два дня. 1 августа Ганнибал, осознавая получение Варроном на следующий день командования над римским войском, оставил лагерь и предложить дать бой, от которого Павел отказался. После этого он направил всадников во второй римский лагерь для атаки на вражеских солдат, занимавшихся сбором воды за его стенами

## Силы противников

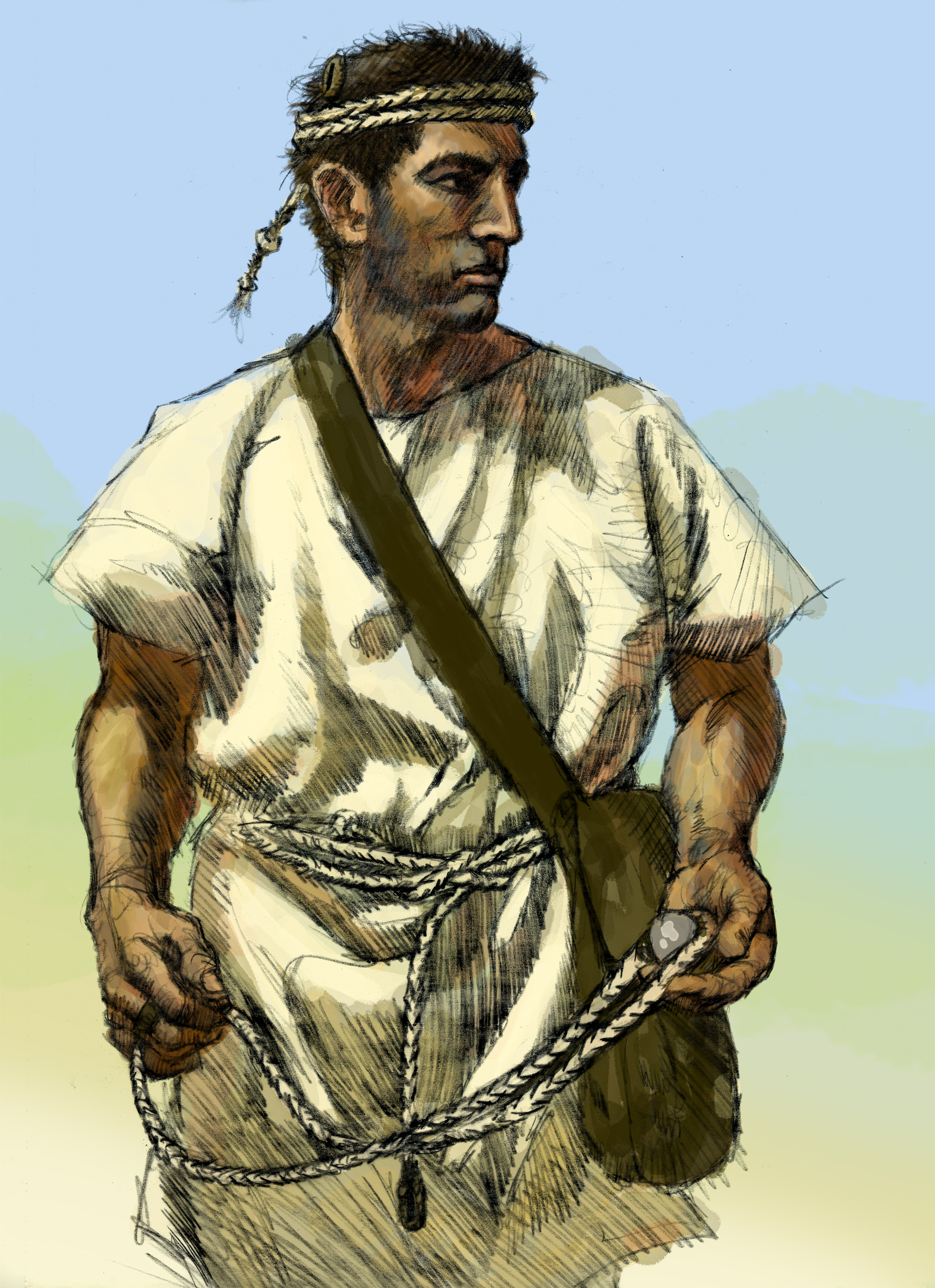
Балеарский пращник — современный рисунок

Размер войск, участвовавших в сражениях во времена античности, очень часто трудно подсчитать, что относится и к Каннам (особенно — к карфагенским силам).
Общий размер римской армии составлял 79 тысяч человек: 63 тысячи пехоты и 6 тысяч кавалерии, также в двух укреплённых лагерях находилось ещё 7,4 тысяч лёгкой и 2,6 тысяч тяжёлой пехоты. Войско было вооружено типичным вооружением республики: пилумом (тяжёлым дротиком) и гастой (тяжёлым копьём) в качестве оружия, а также шлемами, щитами и нательной бронёй.
Армия Карфагена представляла собой комбинацию военных отрядов из различных регионов, её размер составлял 40-50 тысяч. Наряду с ядром из 8 тысяч ливийцев, также было 8 тысяч иберийцев, 16 тысяч галлов (из которых 8 тысяч в день битвы было в лагере) и около 5,5 тысяч гетулов. Кавалерия включала в себя 4 тысячи нумидийцев, 2 тысячи иберийцев, 4 тысячи галлов и 450 всадников из Ливии и Карфагена. Кроме того, в войске было 8 тысяч легковооружённых пехотинцев, состоявших из пращников с Балеарских островов и метателей дротиков разных народностей. Объединяющим фактором в карфагенской армии была личная связь каждой группы с Ганнибалом.
Иберийцы использовали короткие мечи, которыми можно было колоть и рубить, однолезвийные рубящие фалькаты, дротики и копья вместе с овальными щитами. Некоторые из них защищали головы своеобразными шлемами из воловьих жил. Галлы практически не носили броню, будучи вооружёнными длинными рубящими мечами. Тяжёлая карфагенская кавалерия имела два дротика и изогнутый меч вместе с тяжёлым щитом. Нумидийские всадники были весьма легко вооружены, не имели сёдел и уздечек для лошадей, прикрываясь небольшими щитами, использовали дротики и, возможно, ножи или длинные мечи. Лёгкая пехота, выполнявшая роль застрельщиков, имела на вооружении либо пращи, либо дротики. Балеарские пращники, известные своей меткостью, имели ремни трёх видов (короткий, средний и длинный) для метания камней или пуль. Также они носили небольшой щит-пельту на руках, но это не подтверждено. Сам Ганнибал носил мускульную кирасу и фалькату.

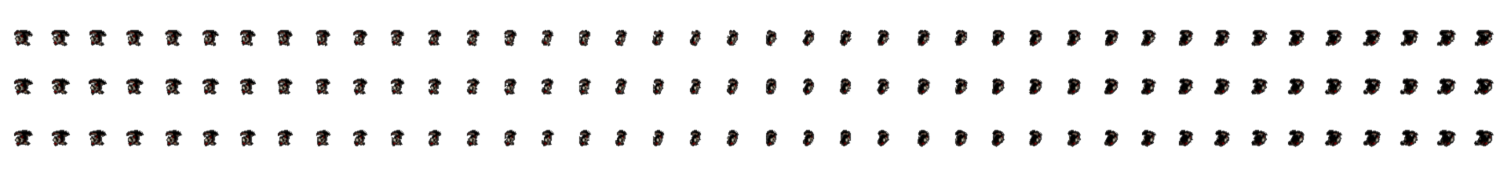
Римская манипула из 120 солдат

Экипировка ливийской линейной пехоты является предметом многочисленных споров. Дункан Хэд считал, что она имела короткие колющие копья. Полибий считал, что ливийцы воевали оружием, забранным у побеждённых в прошлых битвах римлян. При этом не ясно, касалось ли это только орудий защиты или нападения, хотя общим мнением считается, что они заимствовали весь арсенал противника и тактическую организацию. Дали склонялся к тому, что ливийская пехота в ходе военной кампании заимствовала у иберийцев принципы обращения с мечом, благодаря чему была вооружена аналогично римлянам.
Питер Конноли считал, что они были вооружены пиками для фаланги. Это было опровергнуто Хэдом, ибо Плутарх указывал на наличие у римских триариев более длинных копий, чем у врагов, как и Дали, так как было нельзя одновременно нести громоздкую пику и тяжёлый щит римского стиля.

## Битва

### Положения сторон
Общепринятым способом развёртывания армий в то время было размещение пехоты по центру и кавалерии на двух флангах. Римляне следовали этой стратегии, при этом пехота была построена сомкнутой плотной массой на сокращённых интервалах между манипулами, увеличение глубины было сделано с целью прорыва мощным ударом пехоты вражеского фронта. Варрон был осведомлён, что в битве при Требии римской пехоте удалось проникнуть в центр войска Ганнибала, и в грядущей схватке он был намерен повторить этот манёвр в большем масштабе. Для обеспечения единого фронта, за гастатами были размещены принципы, готовые к выдвижению вперёд при первых минутах боя. На правом фланге, близком к реке, расположили всадников, на левом — конницу союзников и ближе к центру — их пехоту. В центре находились римские легионы, а перед строем — пращники и другие легковооружённые воины. По мнению Полибия и Ливия, левым флангом руководил Гай Теренций Варрон, правым — Луций Эмилий Павел, центром — Гней Сервилий Гемин, по версии Аппиана, центром командовал Эмилий Павел, левым флангом — Сервилий Гемин, правым — Гай Варрон.

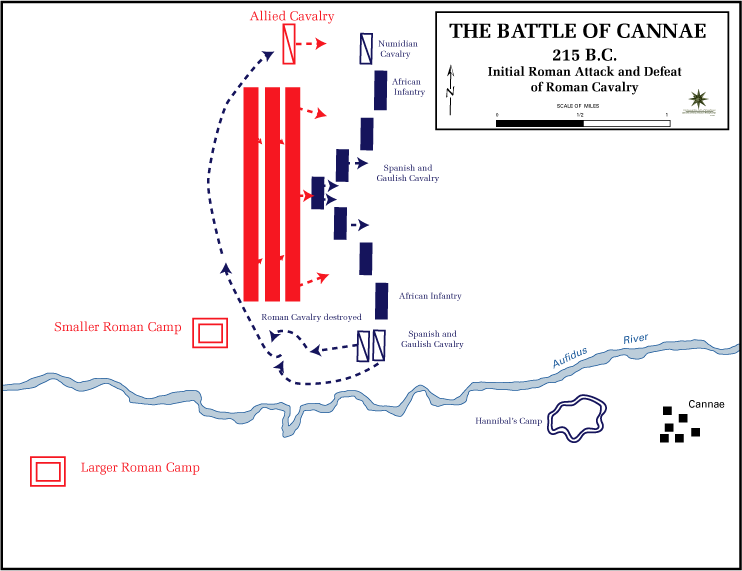
Первоначальное размещение войск и наступление римлян (красный)

По мнению римского полководца, карфагенское войско имело мало возможностей для манёвра и не могло отступать, так как река была расположена прямо сзади него. В случае успешного продвижения римской пехоты войска противника начнут отступление к реке, которое закончится паникой. Осознавая, что две предыдущие победы Ганнибала обуславливались хитростью и тактическими уловками, консул выбрал местом боя поле из-за невозможности спрятать там дополнительные отряды.
Ганнибал разместил свои силы, учитывая преимущества и недостатки каждого подразделения. В центре он поставил в одну линию 20 тысяч иберийцев и галлов в несколько шеренг в глубину в форме полумесяца, на левом и правом крыльях расположил более глубоким строем тяжёлую африканскую пехоту для атаки римских флангов. Размещённую на левом крыле у реки Ауфид иберийскую и галльскую кавалерию возглавлял Гасдрубал. Гасдрубал имел 6500 всадников, а Ганнон на правом фланге — 3500 нумидийцев. Командование левым флангом Ганнибал поручил Гасдрубалу, правым — Махарбалу (по Полибию — Ганнону), а сам вместе с братом Магоном взял на себя центр. По сведениям Аппиана, правым флангом командовал Магон Баркид, левым — племянник полководца Ганнон, центром — сам Ганнибал; Махарбалу был поручен отряд в 1 тысячу всадников.
Расчёт карфагенского полководца заключался в следующем: расположенная на флангах конница уничтожает более слабую римскую кавалерию, после чего атакует застрявшую в центре римскую пехоту с тыла. Затем закалённая в боях африканская пехота в решающий момент начинает наступление с флангов, чем завершает окружение противника.
Римляне находились перед холмом по направлению к городу Канны, их правый фланг упирался в реку, и отступать они могли только по левому флангу. Обращённые лицом к югу, они страдали от слепящего солнечного света и сильного южного ветра, гнавшего на них тучи пыли, поднятой карфагенянами.

### Ход битвы
По мере сближения войск Ганнибал расширял центр своей линии. Считается, что это было сделано для снижения ударного эффекта от атаки римской пехоты и её сдерживания до той поры, когда применение африканской пехоты даст наилучший результат. Хотя большинство историков считают это преднамеренным действием полководца, некоторые называют это причудой или естественным поведением карфагенского войска при столкновении с таким противником.

Схема решающего этапа битвы (синим обозначены войска Карфагена, красным — Римской республики)

С начала битвы на флангах столкнулись противоборствующие кавалерии. Полибий описывает действия иберийцев и галлов как варварские методы борьбы, заключавшиеся в спешивании и скидывании римских всадников. На другом фланге нумидийцы просто удерживали союзническую кавалерию. После подхода победивших иберийцев и галлов эта часть войска противника дрогнула, их преследованием занимались африканские всадники.
Пока карфагеняне побеждали римскую конницу, пехота обоих войск ринулась к центру поля. Ветер с востока направлял пыль в римлян, чем сузил их радиус обзора. Впрочем, этот фактор не был решающим, так как от пыли страдали все солдаты. Гораздо более опасным фактором была жажда в римском войске из-за прошлых вылазок Ганнибала, а также высокий уровень шума, создаваемого многочисленной армией римлян.
Ганнибал находился в центре своего войска. Отход галлов и иберийцев образовал выпуклую часть полумесяца. Это было сделано по прямому указанию полководца, знавшего о превосходстве пехоты противника, благодаря чему была создана более жёсткая подкова. Пока передние ряды римлян медленно продвигались вперёд, оставшаяся часть начала терять сплочённость и скучиваться. Довольно скоро они были спрессованы до такой степени, что не могли пользоваться собственным оружием. Намереваясь расправиться с отступавшими галлами и иберийцами, римляне проигнорировали (или не увидели из-за пыли) свежие африканские подразделения, расположившиеся на выступающих концах возникшего полукруга. Это дало возможность карфагенской кавалерии расправиться с римской и на обоих флангах, после чего она атаковала центр противника. Лишённая защиты с флангов пехота теперь представляла собой клин, глубоко завязший в полукруге, который африканская пехота начала сокращать с краёв. В этот момент Ганнибал приказал африканцам двигаться внутрь против римских флангов, создав один из ранних примеров окружения с применением тактики клещи.
Когда африканские подразделения вместе с кавалерией атаковали римлян, большая часть римской пехоты попала в котёл, из которого не было выхода. После этого началась настоящая резня, по оценке Коули в минуту гибло около 600 легионеров, только ночь положила конец убийствам. 14 тысяч римлянам удалось бежать, большая их часть бежала в близлежащий Канузий (Canusium), где их возглавили уцелевшие в битве военные трибуны Аппий Клавдий Пульхр и Публий Корнелий Сципион Африканский.

### Потери

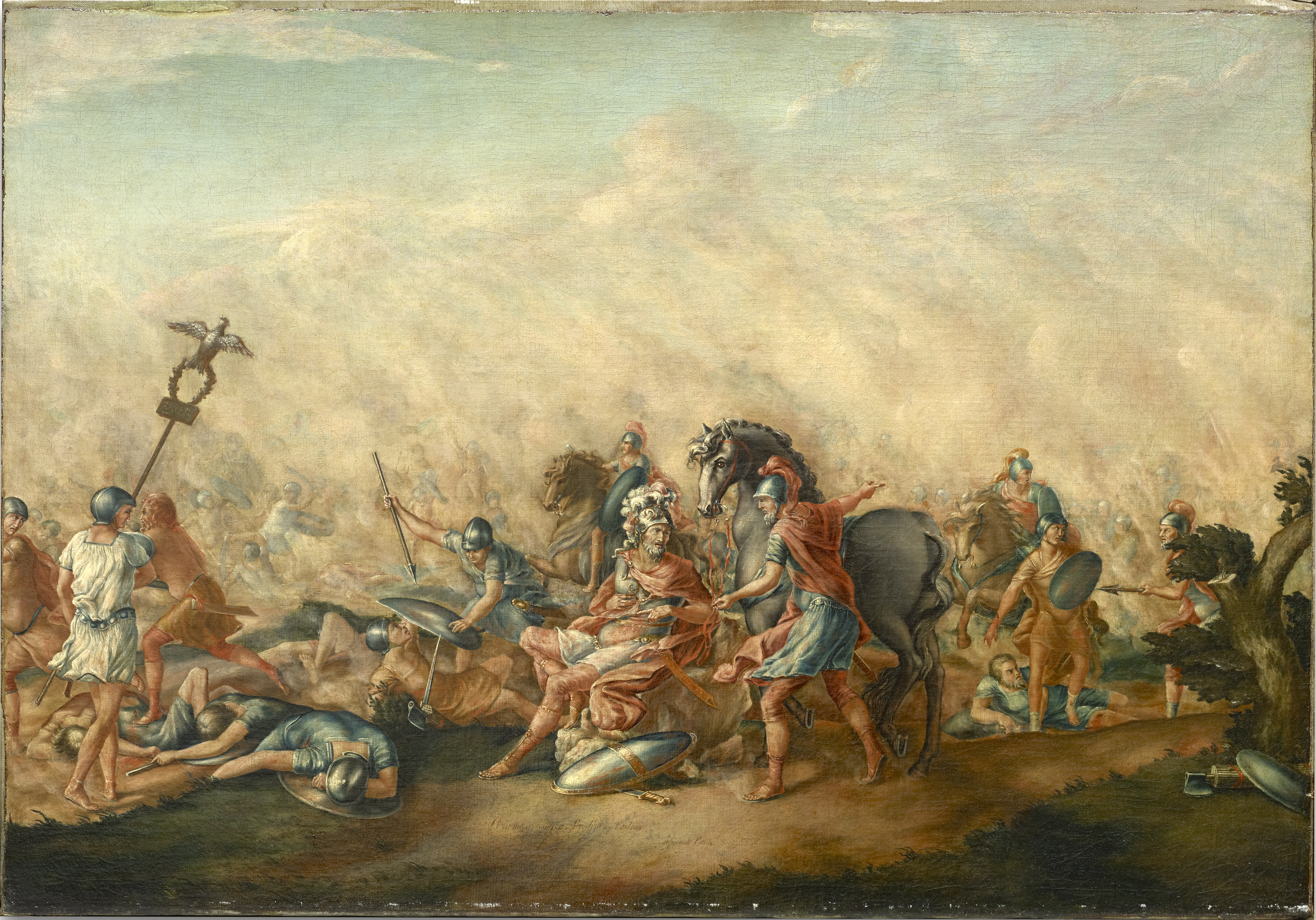
Картина Джона Трамбулла «Смерть Эмилия Павла»

Полибий писал о гибели 70 тысяч пехотинцев Рима и его союзников, пленённых 10 тысяч и «возможных» 3 тысячи выживших. Кавалерия потеряла 6 тысяч всадников, выжило лишь 370 человек.
Ливий называл следующие потери: 40 тысяч пехотинцев, 2,7 тысяч всадников из числа граждан республики и союзников. Он докладывал о пленении 3 тысячи пехотинцев и 1,5 тысяч всадников Рима и его союзников. Хотя писатель не называет своего источника, им мог оказаться римский историк Квинт Фабий Пиктор, участвовавший во Второй Пунической войне. Его имя Ливий упоминал, публикуя данные о потерях в битве при Требии. Кроме гибели Эмилия Павла, римский автор также пишет о смерти двух квесторов (Луция Атилия и Луция Фурия Бибакула), 29 из 48 военных трибунов (среди которых были Гней Сервилий Гемин и Марк Минуций Руф) и 80 сенаторов или людей, имевших право ими стать.
В дальнейшем римские и греческие историки следовали этим цифрам. Аппиан называл 50 тысяч убитых и «великое множество» пленников. Плутарх к аналогичной цифре погибших прибавлял 40 тысяч пленников. Квинтилиан называл безвозвратные потери в 60 тысяч человек. Евтропий к 40 тысячам пехотинцев и 3,5 тысячам всадникам причислял 20 офицеров консульского и преторианского ранга, 30 сенаторов и 300 других представителей знати, которые были убиты или взяты в плен.
Некоторые современные историки отказывались от подсчётов Полибия в пользу Ливия. Хотя отдельные историки сводили римские потери к развилке от 10,5 тысяч до 16 тысяч. Сэмюэльс называл цифры Ливия завышенными из-за малого размера карфагенской кавалерии, недостаточного для воспрепятствования бегству римской пехоты, и отсутствия у Ганнибала тяги к высоким потерям в римском войске из-за желания использовать италийцев как союзников. В частности, пленные из числа римских союзников имели лучшие условия жизни, и их освобождали без требования выкупа для склонения общественного мнения не в пользу республики.
Ливий писал о гибели 8 тысяч солдат карфагенской армии", Полибий — о 5 700 погибших: 4 тысячи галлов, 1,5 тысяч иберийцев и африканцев, и 200 всадников.

## Итоги
На короткий период Рим был в полном беспорядке. Его лучшие войска были уничтожены, оставшиеся силы были серьёзно деморализованы, а единственный консул (Варрон) был полностью дискредитирован. Как гласит история, был объявлен и национальный траур, так как не было ни одного, чей родственник или друг не сгинул в битве при Каннах. Начались человеческие жертвоприношения: на Форуме людей дважды закапывали заживо, а в Адриатическое море выкидывали недоношенных детей (возможно, это последний пример человеческих жертвоприношений в римской истории, за исключением приношений в жертву Марсу поверженных противников).

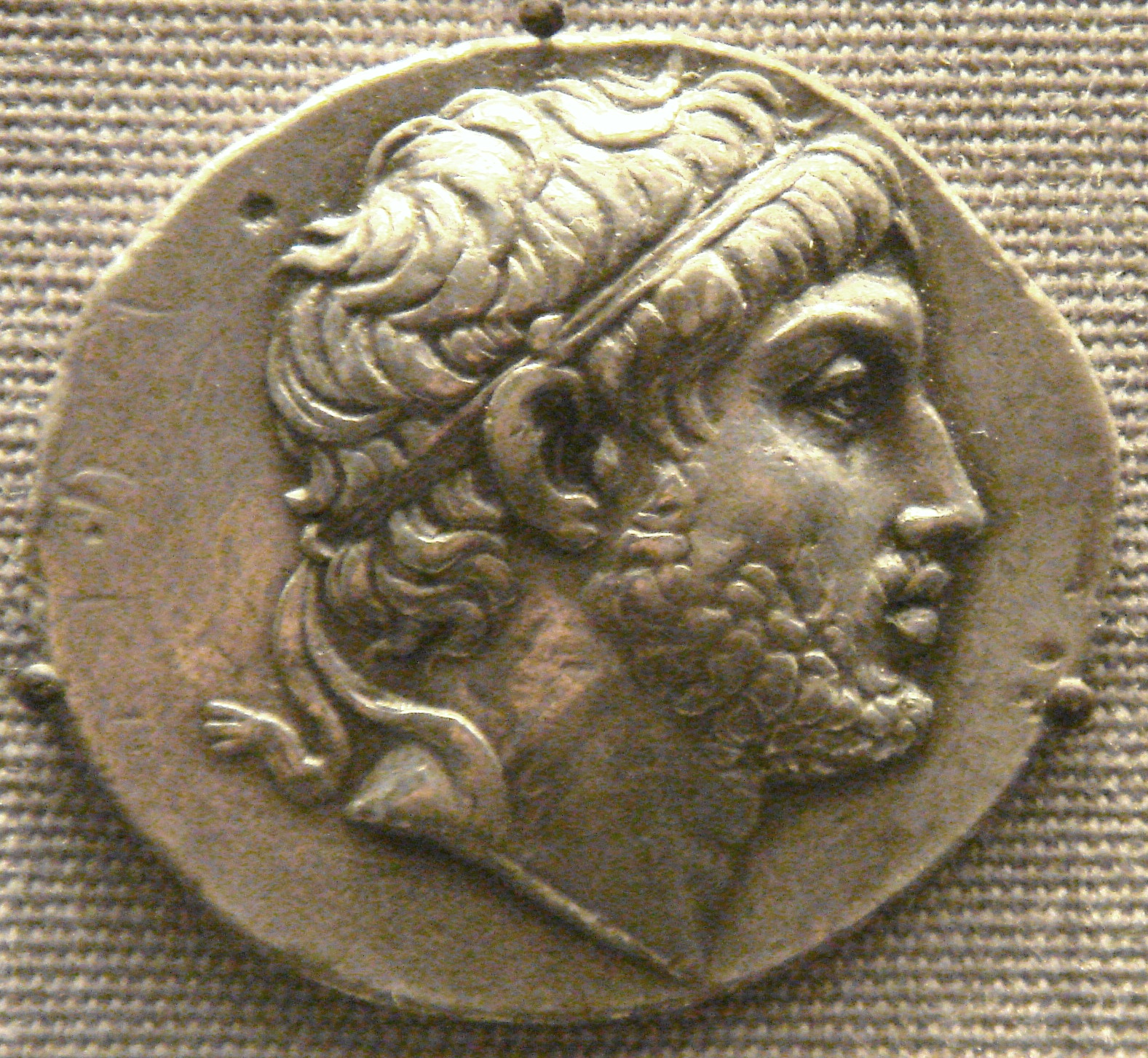
Филипп V Македонский оказал поддержку Ганнибалу после его победы

После битвы не было достаточного количества свободных людей, чтобы пополнить легионы, из-за чего около 8 тысяч молодых и трудоспособных рабов, желавших пойти на военную службу, были зачислены в ряды войск. Таких добровольцев стали называть volones, они получили доспехи за счет правительства, имели возможность получить свободу.
Ганнибалу удалось разбить эквивалент восьми консульских армий (16 легионов плюс аналогичное число союзников). За время трёх военных сезонов военных кампаний (20 месяцев), Рим потерял одну пятую (150 тысяч) всех граждан мужского пола старше 17 лет. Моральный эффект от победы был настолько серьёзным, что к пунийцам примкнули ателланы, калатины, гирпины, часть апулийцев, самниты, кроме пентров, все бруттии, луканы, узентины и почти всё греческое побережье Италии (тарентинцы, метапонтинцы, кротонцы и локры). Как писал Ливий, «Насколько каннское поражение было тяжелей предыдущих, видно хотя бы из того, что союзники, до тех пор незыблемо верные, начали колебаться — утратили веру в мощь Рима…» В тот же год греческие города Сицилии восстали против римского управления, на Балканах македонский царь Филипп V начал военные действия против республики. Ганнибал также заручился поддержкой правителя Сиракуз Гиеронима.

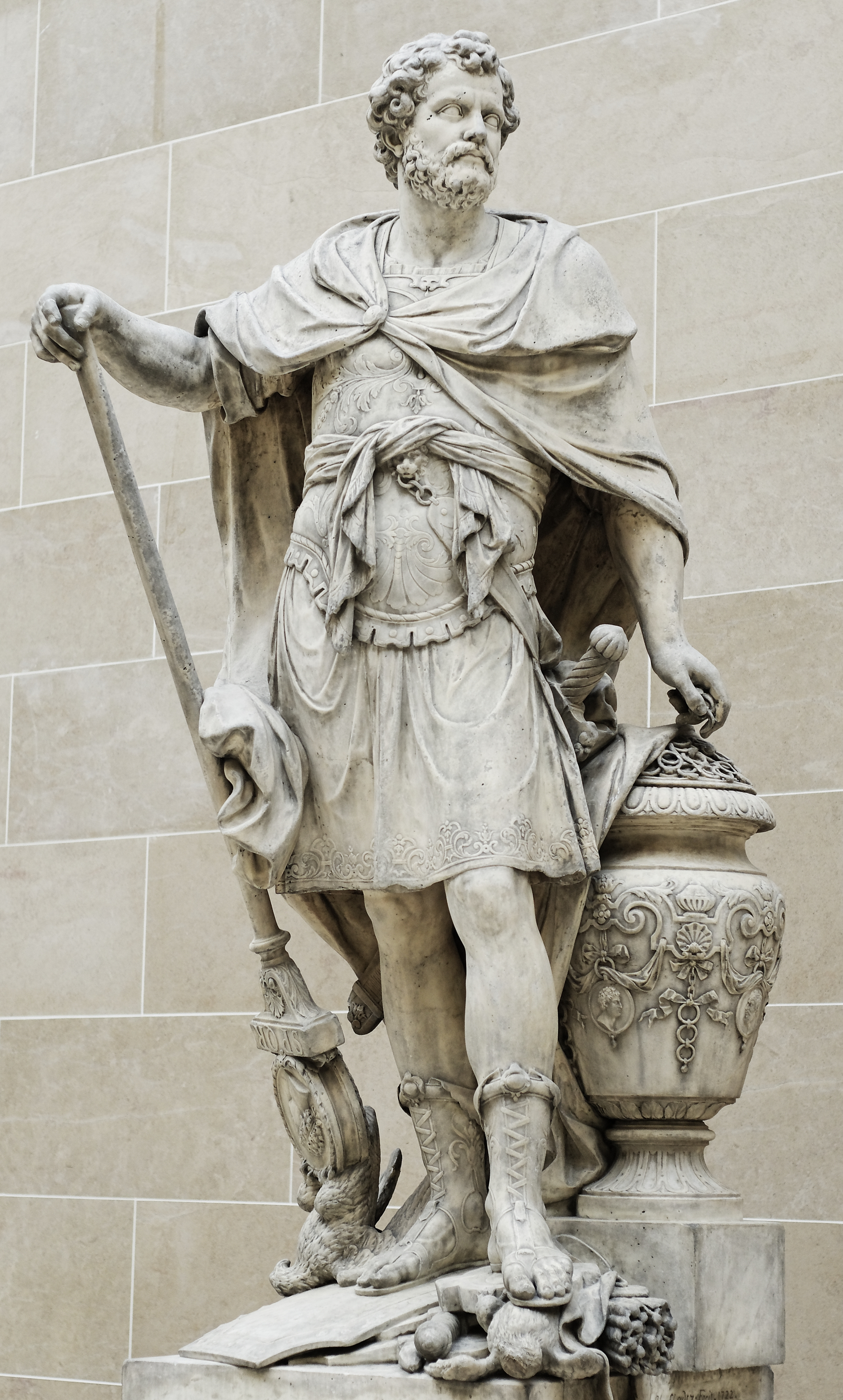
Ганнибал считает кольца убитых в битве римских всадников, статуя Себастьена Шлодтца (англ.), 1704 год, Лувр

Военный трибун Луций Метеллий был настолько шокирован поражением, которое посчитал концом Рима, что призвал других трибунов отправляться на корабли и поступать на службу к иноземным царям. Из-за этого проявления малодушия в дальнейшем римляне заставили его дать клятву верности Риму на всю оставшуюся жизнь. Выжившие после Канн римляне были сведены в два легиона, отправленных до конца военных действий на Сицилию в качестве наказания за дезертирство на поле боя. Вместе с физическими потерями Рим получил серьёзный удар по своему престижу. Ганнибал и его солдаты на поле боя собрали более 200 золотых колец, являвшихся символом принадлежности к высшим слоям, которые были отправлены в Карфаген в качестве подтверждения победы. Высыпанные трофеи перед карфагенским сенатом достигли высоты в «три с половиной меры».
Ливий писал, что после битвы командир нумидийской кавалерии Магарбал призвал Ганнибала воспользоваться случаем и идти на Рим. Отказ главнокомандующего привёл к следующему восклицанию: «Не всё дают боги одному человеку: побеждать, Ганнибал, ты умеешь, а воспользоваться победой не умеешь». Ганнибал имел основания оценивать положение после Канн иначе, чем его подчинённый. Историк Ганс Дельбрюк отмечал, что армия карфагенян не могла штурмовать Рим из-за большого числа раненых и погибших. Это стало бы пустой демонстрацией, с негативным эффектом на фоне победы в битве. Даже обладая полноценной армией, Ганнибалу пришлось бы ещё до осады подчинить значительную часть внутренних районов Италии для поддержания снабжения своих войск и сокращения римских. При этом после трёх поражений Рим сохранял значительные резервы и обладал армиями в Иберии, Сицилии и Сардинии, и всё это — при наличии в Италии самого Ганнибала. Действия карфагенянина после побед у Тразименского озера и Канн, а также факт первого нападения на Рим лишь в 211 году до н. э. свидетельствуют о том, что его стратегической целью было не уничтожение врага, а деморализация римлян через побоище на поле боя, для принятия ими приемлемых условий мирного договора и лишения их союзников.
Немедленно после своей победы Ганнибал отправил в Рим послов с предложением начать мирные переговоры с республикой на умеренных условиях. Но Сенат отказался от этого предложения, объявив полную мобилизацию мужского населения Рима начиная с семнадцати лет, в новые легионы также включали безземельных крестьян и рабов. Само слово «мир» было запрещено, траур ограничился 30 днями, а проливать слёзы было запрещено даже женщинам:386 Против Ганнибала теперь использовалось несколько независимых армий, как и прежде превосходивших его армию в численности. Вооружённые столкновения также продолжали происходить, но после Канн римляне делали упор на осаде занятых крепостей и избежании генеральных сражений, строго следуя Фабиевой тактики. В конечном счёте карфагенский полководец был вынужден отступить к Кротону из-за нехватки солдат, откуда он был отозван для участия в финальной битве при Заме, положившей конец войне в пользу Рима.

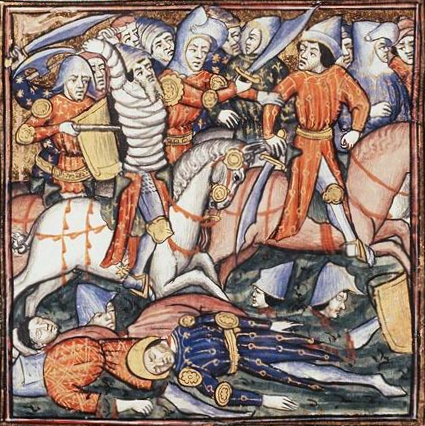
Средневековое изображение битвы при Каннах

## Исторические источники
Существует три основных источника, созданных ещё во времена Рима. Первым стала «Всеобщая история» Полибия, созданная спустя 50 лет после битвы. «История от основания города» Тита Ливия была создана во времена правления императора Августа, «Римская история» Аппиана была написана позднее всего. Его записи отличаются от творений двух других авторов, будучи никак с ними не связаными. Полибий изображал сражение как ультимативный надир римского состояния, и использовал литературный приём, чтобы представить дальнейшее римское восстановление более драматичным. Так, ряд историков считали его данные о потерях завышенными и «более символичными, чем реальными». Именно Полибий (бывший другом Сципиона Эмилиана, внука Эмилия Павла) заложил историографическую традицию, создавшую схематичные и контрастирующие образы двух консулов. Тит Ливий придавал Сенату героическую роль, перекладывая вину за поражение на низкорождённого Варрона. Обвинения в адрес римского полководца также снимали часть вины с солдат, которых данный автор имел тенденцию идеализировать. Учёные имеют тенденцию снижать ценность записей Аппиана. Битву при Каннах также описывают Дион Кассий и Плутарх.
Историк Мартин Самуэльс сомневался в возможном командовании Варроном в день битвы на том основании, что Луция Эмилий Павел мог командовать правым флангом. Полученный в дальнейшем Варроном тёплый приём от Сената сильно отличался от резкой критики в адрес других командиров. По мнению Самуэльса, подобного отношения к Варрону не могло быть, если бы он действительно командовал в битве при Каннах. Грегори Дали отмечает, что в римской армии командование обычно находилось на правом фланге. По его мнению, слова Ганнибала в ходе битвы при Заме о том, что он сражался с Павлом при Каннах, исключают вывод о командовании Варрона в тот день.